# Eredivisie 1963/64
Het seizoen 1963/64 van de Nederlandse Eredivisie was het achtste seizoen waarin onder de KNVB-vlag een professionele Eredivisie werd gevoetbald. Er werd dit seizoen gestreden door zestien clubs. Nieuw waren DWS en Go Ahead, die de plaatsen innamen van Willem II en De Volewijckers die het vorige seizoen waren gedegradeerd.
DWS werd voor het eerst sinds de oprichting van de Eredivisie landskampioen. Blauw-Wit en Volendam degradeerden naar de Eerste divisie.

## Bijzonderheden
- DWS was de eerste club in het betaalde voetbal die direct na promotie de landstitel wist te behalen. SVV had het eerder als amateurploeg gedaan in 1949. De titel werd op de laatste speeldag behaald door een 3–1-overwinning op GVAV voor 45.000 toeschouwers in het Olympisch Stadion.
- Bij GVAV debuteerde dit seizoen doelman Tonny van Leeuwen. Hij werd vooral bekend door de kaakslag die hij op 15 maart 1964 uitdeelde aan MVV-speler Nico Mares.[1] Van Leeuwen werd van het veld gestuurd. Wissels waren niet toegestaan, waardoor Piet Fransen het laatste halfuur het doel verdedigde. Van Leeuwen kreeg een schorsing van vijf wedstrijden.
- Feijenoord behaalde zijn grootste overwinning in de Eredivisie tot nu toe door in de thuiswedstrijd NAC met 10–0 te verslaan.

## Teams
| Club               | Plaats     | Accommodatie       | Capaciteit | Trainer                     |
| ------------------ | ---------- | ------------------ | ---------- | --------------------------- |
| ADO                | Den Haag   | Zuiderparkstadion  | 29.000     | Ernst Happel                |
| Ajax               | Amsterdam  | De Meer            | 29.500     | Jack Rowley                 |
| Blauw-Wit          | Amsterdam  | Olympisch Stadion  | 65.000     | Franz Fuchs Wim Vaal (a.i.) |
| DOS                | Utrecht    | Galgenwaard        | 23.000     | Willy Kment                 |
| DWS                | Amsterdam  | Olympisch Stadion  | 65.000     | Leslie Talbot               |
| Feijenoord         | Rotterdam  | Stadion Feijenoord | 65.000     | Norberto Höfling            |
| Fortuna '54        | Geleen     | Mauritsstadion     | 27.000     | Wim Latten                  |
| Go Ahead           | Deventer   | Vetkampstraat      | 20.000     | František Fadrhonc          |
| GVAV               | Groningen  | Oosterpark         | 17.500     | Tinus van der Pijl          |
| Heracles           | Almelo     | Bornsestraat       | 20.000     | Keith Spurgeon              |
| MVV                | Maastricht | De Geusselt        | 18.000     | Barend Braaksma             |
| NAC                | Breda      | Beatrixstraat      | 18.000     | Siem Plooijer               |
| PSV                | Eindhoven  | Philips Stadion    | 17.500     | Bram Appel                  |
| Sparta             | Rotterdam  | Het Kasteel        | 32.000     | Bill Thompson               |
| Sportclub Enschede | Enschede   | Het Diekman        | 22.000     | Friedrich Donenfeld         |
| Volendam           | Volendam   | Julianaweg         | 15.000     | Piet Dubbelman              |

## Eindstand
| pos | club               | gs | w  | g  | v  | pnt | dv | dt | ds  |
| --- | ------------------ | -- | -- | -- | -- | --- | -- | -- | --- |
| 1.  | DWS                | 30 | 19 | 5  | 6  | 43  | 58 | 28 | 30  |
| 2.  | PSV                | 30 | 18 | 5  | 7  | 41  | 66 | 42 | 24  |
| 3.  | Sportclub Enschede | 30 | 14 | 11 | 5  | 39  | 63 | 45 | 18  |
| 4.  | Feijenoord         | 30 | 16 | 5  | 9  | 37  | 77 | 33 | 44  |
| 5.  | Ajax               | 30 | 13 | 8  | 9  | 34  | 63 | 40 | 23  |
| 6.  | NAC                | 30 | 14 | 6  | 10 | 34  | 56 | 53 | 3   |
| 7.  | Fortuna '54        | 30 | 10 | 10 | 10 | 30  | 50 | 48 | 2   |
| 8.  | GVAV               | 30 | 11 | 8  | 11 | 30  | 46 | 45 | 1   |
| 9.  | DOS                | 30 | 12 | 6  | 12 | 30  | 52 | 54 | −2  |
| 10. | ADO                | 30 | 12 | 6  | 12 | 30  | 47 | 60 | −13 |
| 11. | MVV                | 30 | 9  | 9  | 12 | 27  | 40 | 53 | −13 |
| 12. | Go Ahead           | 30 | 7  | 10 | 13 | 24  | 42 | 62 | −20 |
| 13. | Heracles           | 30 | 8  | 7  | 15 | 23  | 44 | 65 | −21 |
| 14. | Sparta             | 30 | 6  | 10 | 14 | 22  | 34 | 52 | −18 |
| 15. | Blauw-Wit          | 30 | 5  | 8  | 17 | 18  | 44 | 71 | −27 |
| 16. | Volendam           | 30 | 4  | 10 | 16 | 18  | 43 | 74 | −31 |

### Legenda
| Kleur | Kwalificatie voor                                                                             |
| ----- | --------------------------------------------------------------------------------------------- |
|       | Landskampioen, Voorronde Europacup I en speelt ook International Football Cup volgend seizoen |
|       | International Football Cup                                                                    |
|       | KNVB Beker winnaar, Europacup II                                                              |
|       | Jaarbeursstedenbeker                                                                          |
|       | Degradatie naar de Eerste divisie                                                             |

### Uitslagen
| Thuis (beneden) / Uit (rechts) | ADO   | AJA   | BLW   | DOS   | DWA   | ENS   | FEIJ  | F54   | GOA   | GVA   | HER   | MVV   | NAC    | PSV   | SPA   | VOL   |
| ------------------------------ | ----- | ----- | ----- | ----- | ----- | ----- | ----- | ----- | ----- | ----- | ----- | ----- | ------ | ----- | ----- | ----- |
| ADO                            |       | 1 – 0 | 3 – 0 | 4 – 2 | 2 – 3 | 1 – 1 | 1 – 0 | 1 – 2 | 0 – 1 | 3 – 1 | 2 – 2 | 2 – 1 | 3 – 4  | 1 – 1 | 1 – 4 | 3 – 1 |
| Ajax                           | 3 – 0 |       | 1 – 1 | 6 – 1 | 1 – 1 | 1 – 1 | 1 – 1 | 4 – 1 | 4 – 2 | 4 – 2 | 7 – 0 | 3 – 1 | 2 – 2  | 2 – 0 | 0 – 0 | 2 – 3 |
| Blauw-Wit                      | 1 – 2 | 0 – 1 |       | 3 – 1 | 0 – 2 | 2 – 4 | 1 – 7 | 2 – 2 | 1 – 1 | 1 – 1 | 3 – 4 | 1 – 2 | 0 – 2  | 2 – 4 | 3 – 2 | 3 – 0 |
| DOS                            | 4 – 0 | 3 – 1 | 4 – 2 |       | 0 – 2 | 1 – 1 | 1 – 2 | 2 – 1 | 2 – 4 | 2 – 1 | 5 – 2 | 1 – 1 | 2 – 0  | 2 – 3 | 2 – 0 | 2 – 0 |
| DWS                            | 9 – 0 | 0 – 3 | 3 – 2 | 3 – 1 |       | 0 – 1 | 2 – 0 | 6 – 0 | 0 – 0 | 3 – 1 | 2 – 1 | 1 – 0 | 2 – 3  | 1 – 2 | 1 – 1 | 0 – 0 |
| Sportclub Enschede             | 1 – 0 | 2 – 1 | 1 – 0 | 1 – 1 | 0 – 1 |       | 2 – 2 | 2 – 2 | 1 – 1 | 4 – 2 | 3 – 1 | 4 – 1 | 1 – 3  | 2 – 2 | 2 – 0 | 5 – 2 |
| Feijenoord                     | 5 – 1 | 1 – 1 | 3 – 0 | 4 – 2 | 0 – 1 | 3 – 1 |       | 1 – 0 | 6 – 1 | 1 – 0 | 1 – 1 | 9 – 1 | 10 – 0 | 4 – 2 | 0 – 1 | 4 – 1 |
| Fortuna '54                    | 2 – 0 | 2 – 1 | 2 – 2 | 4 – 0 | 1 – 2 | 1 – 3 | 1 – 2 |       | 1 – 1 | 1 – 1 | 4 – 1 | 1 – 1 | 1 – 2  | 3 – 1 | 0 – 0 | 2 – 0 |
| Go Ahead                       | 3 – 4 | 1 – 0 | 3 – 4 | 0 – 2 | 1 – 1 | 3 – 2 | 0 – 2 | 1 – 2 |       | 2 – 2 | 1 – 2 | 1 – 3 | 2 – 0  | 0 – 5 | 2 – 0 | 2 – 2 |
| GVAV                           | 1 – 2 | 3 – 1 | 2 – 0 | 3 – 0 | 1 – 2 | 1 – 5 | 3 – 0 | 2 – 2 | 2 – 1 |       | 2 – 0 | 1 – 0 | 1 – 0  | 3 – 1 | 3 – 0 | 2 – 1 |
| Heracles                       | 1 – 1 | 1 – 0 | 4 – 1 | 0 – 2 | 0 – 1 | 2 – 2 | 3 – 0 | 1 – 3 | 1 – 1 | 2 – 2 |       | 5 – 1 | 0 – 3  | 1 – 3 | 1 – 0 | 3 – 1 |
| MVV                            | 1 – 2 | 2 – 2 | 1 – 2 | 2 – 1 | 0 – 1 | 3 – 0 | 1 – 0 | 0 – 0 | 2 – 2 | 2 – 1 | 1 – 1 |       | 1 – 0  | 1 – 1 | 2 – 2 | 3 – 1 |
| NAC                            | 2 – 2 | 2 – 3 | 0 – 0 | 0 – 0 | 2 – 1 | 2 – 4 | 3 – 1 | 4 – 2 | 4 – 0 | 0 – 0 | 5 – 0 | 2 – 3 |        | 0 – 1 | 2 – 1 | 4 – 3 |
| PSV                            | 2 – 1 | 2 – 0 | 5 – 3 | 1 – 1 | 0 – 2 | 2 – 3 | 1 – 0 | 3 – 2 | 5 – 0 | 4 – 1 | 3 – 2 | 3 – 1 | 2 – 2  |       | 2 – 0 | 2 – 0 |
| Sparta                         | 0 – 2 | 2 – 5 | 2 – 2 | 1 – 3 | 4 – 2 | 2 – 2 | 0 – 0 | 1 – 1 | 0 – 3 | 1 – 1 | 2 – 1 | 2 – 1 | 3 – 0  | 0 – 2 |       | 1 – 1 |
| Volendam                       | 2 – 2 | 2 – 3 | 2 – 2 | 2 – 2 | 1 – 3 | 2 – 2 | 0 – 8 | 1 – 4 | 2 – 2 | 0 – 0 | 3 – 1 | 1 – 1 | 2 – 3  | 2 – 1 | 5 – 2 |       |

## Topscorers
| #   | Naam                 | Club               | Goal |
| --- | -------------------- | ------------------ | ---- |
| 01. | Frans Geurtsen       | DWS                | 27   |
| 02. | Piet Kruiver         | Feijenoord         | 24   |
| 02. | Tonny van der Linden | DOS                | 24   |
| 04. | Cees Groot           | Ajax               | 22   |
| 05. | Bert Theunissen      | PSV                | 21   |
| 06. | Hans Verhagen        | Blauw-Wit          | 19   |
| 07. | Chiel Jansen         | Sportclub Enschede | 18   |
| 08. | Henk Groot           | Feijenoord         | 17   |
| 08. | Dick Tol             | Volendam           | 17   |
| 10. | Kees Aarts           | ADO                | 15   |
| 10. | Henk Bosveld         | Sportclub Enschede | 15   |
| 10. | Roel Greving         | Heracles           | 15   |